# 青沟子乡
青沟子乡，是中华人民共和国吉林省延边朝鲜族自治州敦化市下辖的一个乡镇级行政单位。

## 行政区划
青沟子乡下辖以下地区：
双和口村、都凌河村、凤凰店村、林江村、江山村、道口村、老屯村、向江村、同心村、四海店村、双顶子村和勤发村。